# Giorgio Lops
Giorgio Lops (Torino, 18 giugno 1974) è un ex arbitro di calcio italiano.

## Carriera
Figlio dell'ex arbitro Domenico Lops, appartiene alla sezione AIA di Torino.
Viene promosso nella stagione 2000-2001 nella CAN PRO, dirigendo per cinque stagioni in questa categoria, sommando 36 presenze in Lega Pro e 57 in Serie C.
Nella stagione 2005-2006 ottiene la promozione nella CAN A e B.
Esordisce nel campionato cadetto a Rimini il 4 settembre 2005, nella partita Rimini-Modena (1-1), mentre tre mesi dopo dirige per la prima volta in Serie A, accade a Lecce il 21 dicembre 2005 e l'incontro è Lecce-Lazio (0-0). Nella massima serie dirige per due stagioni, sommando 5 presenze, l'ultima delle quali a Firenze il 27 maggio 2007, nell'ultima di campionato Fiorentina-Sampdoria (5-1). La stagione successiva, la 2007-2008, Giorgio Lops arbitra solo in Serie B. L'ultima direzione a Treviso, il 1º giugno 2008 nella partita Treviso-Modena (1-1).
Il suo consuntivo finale è di 5 partite dirette nella massima serie, 48 arbitraggi in Serie B, 3 gare in Coppa Italia e 93 in terza serie.